# Rungwe (Distrikt)
Rungwe ist ein Distrikt der Region Mbeya im Südwesten von Tansania. Das Verwaltungszentrum ist in Tukuyu. Der Distrikt grenzt im Norden an den Distrikt Mbeya, im Osten an die Region Njombe, im Süden an den Distrikt Kyela und im Westen an die Region Songwe.

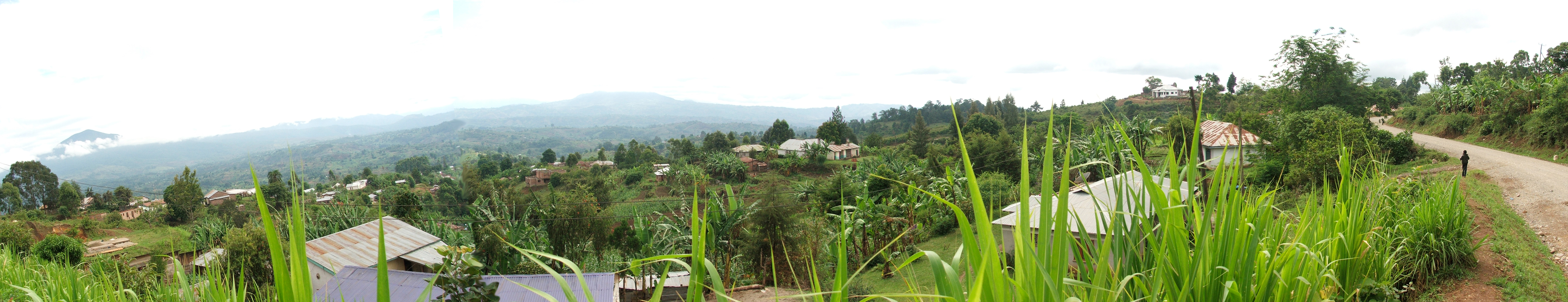
Panorama bei Tukuyu

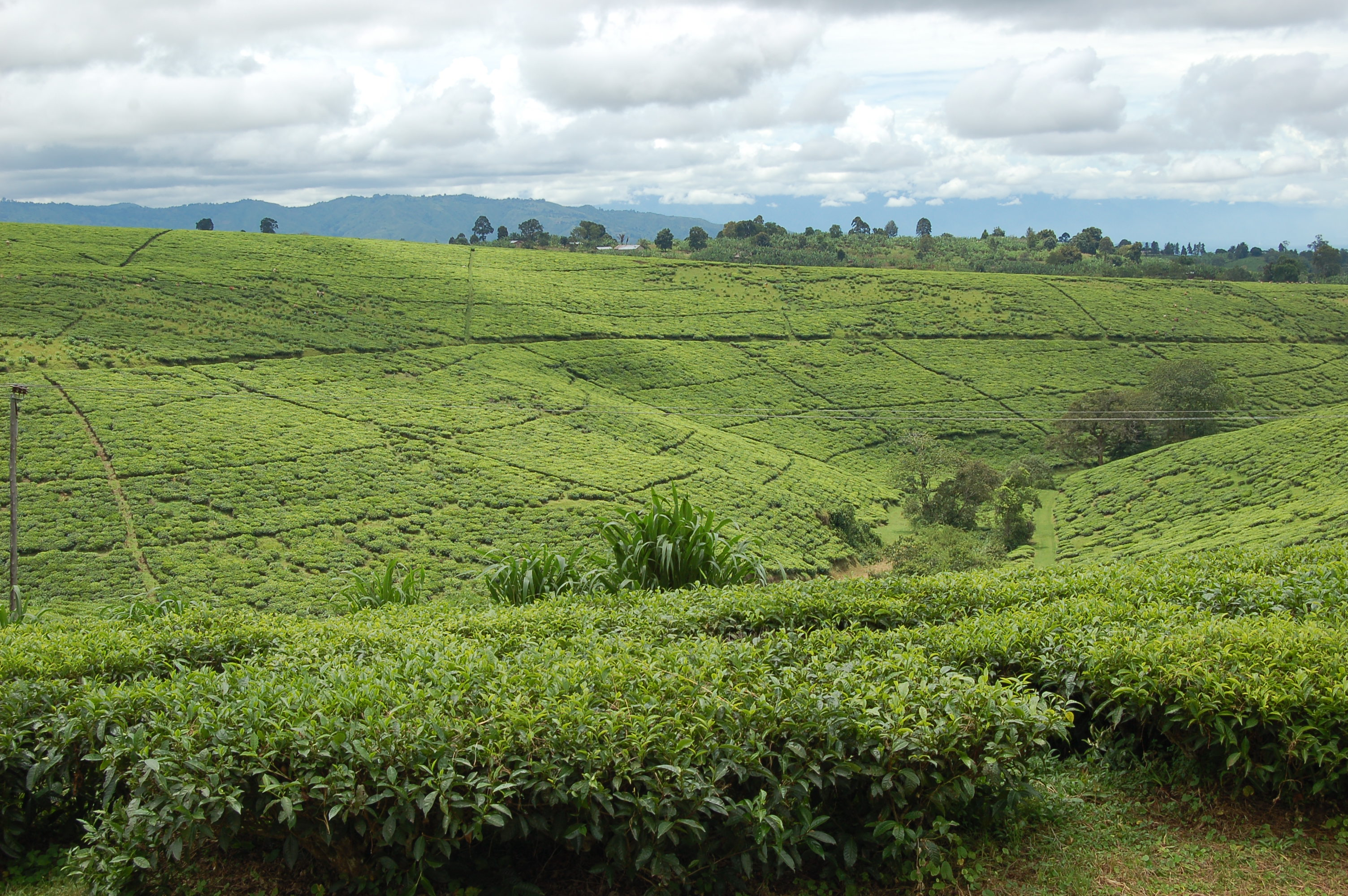
Teeplantage bei Tukuyu

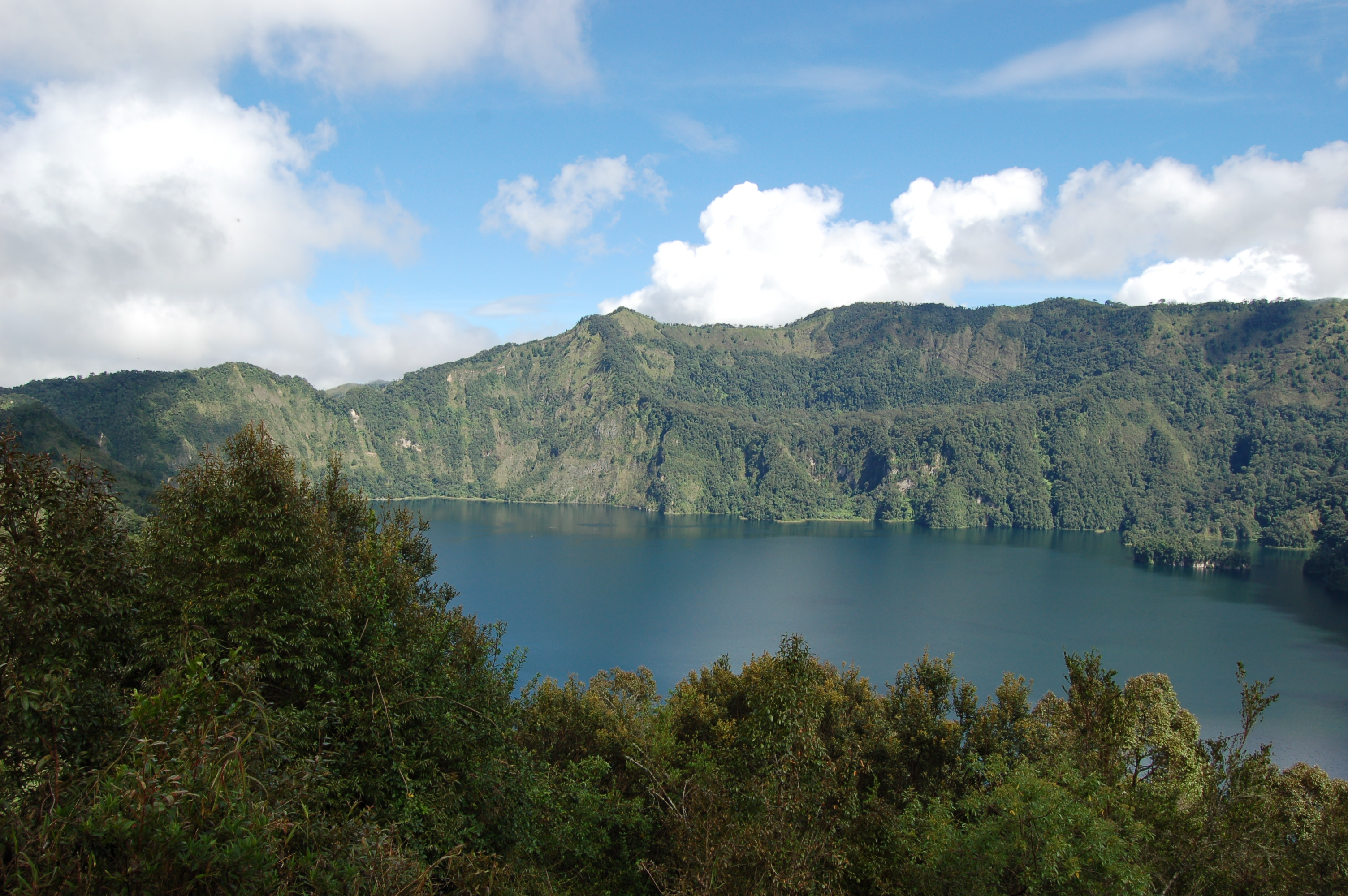
Ngozi Kratersee

## Geographie
Der Distrikt hat eine Fläche von 1232 Quadratkilometer und 273.536 Einwohner (Volkszählung 2022). Das Land liegt im nördlichen Teil des Malawi-Beckens, auf einem Hochplateau, das von 800 Meter im Süden auf 1400 Meter im Norden ansteigt und im Westen, Norden und Osten von steil ansteigenden Gebirgen umrahmt ist. Im Norden erreichen die Poroto-Berge Höhen bis 2600 Meter über dem Meer. Zusätzlich ragt im zentralen Norden der erloschene Vulkan Rungwe 2961 Meter hoch. Die Entwässerung erfolgt in den Malawisee, die größten Flüsse sind der Kiwira und der Mbaka.
Das Klima ist abhängig von der Höhenlage. Auf der Hochebene rund um Tukuyu ist es gemäßigt warm, Cwb nach der effektiven Klimaklassifikation. Die Niederschläge reichen von 900 Millimeter in den tiefen Lagen bis zu 2700 Millimeter im Gebirge. Die Temperaturen sind je nach Lage und Jahreszeit zwischen 18 und 25 Grad Celsius, am niedrigsten in den Monaten Juni und Juli, am höchsten im Oktober.

## Geschichte
Im Jahr 1891 kamen die ersten christlichen Missionare ins Land. Die Distrikthauptstadt wurde 1900 vom deutschen kaiserlichen Regime als Neu-Langenburg gegründet. Als die Briten im Jahr 1919 die Verwaltung übernahmen, benannten sie die Stadt in Tukuyu um und herrschten bis 1961. Im Jahr 1922 war Rungwe bereits eine Division und ist seit der Unabhängigkeit von Tansania ein Distrikt. Seine endgültige Form erhielt er 2012 durch die Abspaltung des Distriktes Busokelo.

## Verwaltungsgliederung
Der Distrikt gliedert sich in drei Divisionen:
| Division     | Fläche [km2] | Anzahl Bezirke (Wards) | Anzahl Dörfer |
| ------------ | ------------ | ---------------------- | ------------- |
| Pakati       | 481          | 9                      | 44            |
| Ukukwe       | 618          | 16                     | 55            |
| Tukuyu Urban | 133          | 4                      | 0             |
| Summe        | 1232         | 29                     | 99            |

Die Gemeinden (Wards) sind:
- Bagamoyo
- Bujela
- Bulyaga
- Ibighi
- Ikuli
- Ilima
- Iponjola
- Isongole
- Itagata
- Kawetele
- Kinyala
- Kisiba
- Kisondela
- Kiwira
- Kyomo
- Lufingo
- Lupepo
- Makandana
- Malindo
- Masebe
- Masoko
- Masukulu
- Matwebe
- Mpuguso
- Msasani
- Ndanto
- Nkunga
- Suma
- Swaya

| Die Bevölkerungszahl wuchs von 272.008 im Jahr 1988 auf 306.380 im Jahr 2002 und weiter auf 339.157 im Jahr 2012. Dies ergibt einen jährlichen Zuwachs von knapp einem Prozent. Im Jahr 2012 sprachen fast zwei Drittel der über Fünfjährigen Swahili, 14 Prozent Englisch und Swahili, während rund 20 Prozent Analphabeten waren. Durch die Abspaltung von Busokelo sank die Einwohnerzahl auf 276.518 im Jahr 2017 (Schätzung). Bei der Volkszählung 2022 lebten 273.536 Menschen in 76.242 Haushalten. | Hier fehlt eine Grafik, die leider im Moment aus technischen Gründen nicht angezeigt werden kann. Wir arbeiten daran! |

- Bildung: Im Distrikt befinden sich 144 Grundschulen und 37 weiterführende Schulen (Stand 2019).[13]
- Gesundheit: Für die medizinische Versorgung der Bevölkerung stehen im Distrikt drei Gesundheitszentren zur Verfügung.[13] In der Gemeinde Kinyala befindet sich im Dorf Lukata ein von der Erzdiözese Mbeya geführtes Krankenhaus.[14]
- Wasser: Sechzig Prozent der Distriktbevölkerung haben Zugang zu sicherem und sauberem Wasser, in der Stadt Tukuyu sind achtzig Prozent der Einwohner an das Leitungswassersystem angeschlossen (Stand 2019).[15]

| Der wichtigste Wirtschaftszweig ist die Landwirtschaft, die rund achtzig Prozent der Bevölkerung ernährt (Stand 2012). - Landwirtschaft: Die am häufigsten angebauten Feldfrüchte sind Kaffee, Tee, Kakao, Bananen, Mais, Kartoffeln, Süßkartoffeln, Bohnen und Reis. Zwei Drittel der landwirtschaftlichen Betriebe halten auch Nutztiere, vor allem Geflügel und Rinder (Stand 2012). - Industrie und Gewerbe: Im Distrikt gibt es drei große, zwei mittlere und 308 kleine Betriebe, die sich überwiegend mit der Verarbeitung landwirtschaftlicher Produkte beschäftigen (Stand 2017). - Handel: Im Jahr 2017 handelten 1618 Geschäfte mit Lebensmitteln und Dingen des täglichen Gebrauchs. - Straßen: Die wichtigste Straßenverbindung ist die Nationalstraße T10, die den Distrikt vom Malawisee im Süden über die Distrikthauptstadt Tukuyu Richtung Mbeya im Norden durchquert. | Hier fehlt eine Grafik, die leider im Moment aus technischen Gründen nicht angezeigt werden kann. Wir arbeiten daran! |

## Sehenswürdigkeiten
- Mount Rungwe Naturreservat: Bereits im Jahr 1949 wurden 13.650 Hektar als Wasserschutzgebiet eingerichtet und im Jahr 2009 zum Naturreservat erklärt. Neben der landschaftlichen Schönheiten wie dem Kratersee Lusiba beherbergt das Reservat den bedrohten Kipunji-Affen (Rungwecebus kipunji).[20]